# Barbara Muschietti
Barbara Muschietti (22 de dezembro de 1971) é uma produtora e roteirista argentina, mais conhecida por produzir o filme de terror Mama (2013) e as adaptações It (2017) e  It: Chapter Two (2019) baseados no romance de Stephen King, e o filme do Universo Estendido DC The Flash (2023) todas dirigidas por seu irmão, Andy Muschietti.

## Biografia
Bárbara Muschietti nasceu em Vicente López, Buenos Aires, Argentina. Ela estudou na Fundación Universidad del Cine, depois de alguns papéis na produção cinematográfica mudou-se para a Catalunha, Espanha, onde trabalhou na indústria da publicidade. Ela voltou ao cinema com o curta-metragem de sucesso 'Mamá', co-escrito por ela e escrito e dirigido por seu irmão Andy Muschietti, também argentino. Mudou-se para Los Angeles, EUA, para trabalhar com Guillermo Del Toro na produção de 'Mamá', o longa-metragem. Desde então, Bárbara esteve envolvida em vários projetos, entre eles It (2017), o filme de terror com maior sucesso de estreia nos cinemas da história e sua sequência It: Chapter Two (2019), Em Abril de 2021, Andy e Barbara Muschietti formaram sua própria produtora chamada Double Dream que produziu o próximo filme do Universo Estendido DC intitulado The Flash (2023).

## Vida pessoal
Ela é irmã mais velha do diretor Andy Muschietti e produz todos os filmes de seu irmão, Ela é descendente de italianos. Ela é casada com o escritor Arthur Phillips.

## Filmografia
| Ano  | Título                  | Produtora | Roteirista | Notas                              |
| ---- | ----------------------- | --------- | ---------- | ---------------------------------- |
| 2008 | Mamá                    | Sim       | Sim        | Curta                              |
| 2011 | Historias de Dhallywood | Sim       | Não        | Documentário                       |
| 2013 | Cromosoma cinco         | Sim       | Não        | Documentário em vídeo              |
| 2013 | Mama                    | Sim       | Sim        |                                    |
| 2014 | Antigona despierta      | Sim       | Não        | Documentário                       |
| 2017 | It                      | Sim       | Não        | Baseado no romance de Stephen King |
| 2019 | It: Chapter Two         | Sim       | Não        | Baseado no romance de Stephen King |
| 2023 | The Flash               | Sim       | Não        | Pós-produção                       |

### Televisão
| Ano           | Título      | Roteirista | Produtora | Notas                                                         |
| ------------- | ----------- | ---------- | --------- | ------------------------------------------------------------- |
| 2020-presente | Locke & Key | Não        | Executivo | Série de televisão da Netflix, baseada no romance de Joe Hill |